# Giovanni Casimiro di Anhalt-Dessau
Giovanni Casimiro di Anhalt-Dessau (Dessau, 17 dicembre 1596 – Dessau, 15 settembre 1660) è stato principe di Anhalt-Dessau della dinastia degli Ascanidi.

## Biografia
Giovanni Casimiro era figlio primogenito del principe Giovanni Giorgio I di Anhalt-Dessau.
Avviato agli studi, visse alla corte del cugino, il principe Cristiano II di Anhalt-Bernburg, nel 1608 e nel 1609 passò all'Accademia di Ginevra; qui ebbe tra i propri insegnanti Markus Friedrich Wendelin e Peter von Sebottendorf. Da Ginevra si trasferì all'Università di Zerbst dove apprese il latino. Nel 1617 con il principe Luigi I di Anhalt-Köthen aderì alla Società dei Carpofori.
Ottenuta la reggenza del principato nel 1618 si distinse presto anche comandante militare.
Nel 1660 morì a Dessau, sua città natale; gli successe il figlio primogenito, Giovanni Giorgio.

## Matrimonio e figli
Sposò nel 1623 Agnese d'Assia-Kassel, figlia di Maurizio d'Assia-Kassel. Da questa unione nacque:
- Giovanni Giorgio, principe di Anhalt-Dessau.
- Luisa, duchessa di Brieg.

Alla morte della prima moglie, avvenuta il 22 o il 27 maggio del 1650, nel 1651 si risposò con Margherita di Anhalt, figlia del principe Cristiano I di Anhalt-Bernburg, dalla quale però non ebbe figli.

## Ascendenza
|                                                      |                                                   |                                              | Genitori                                          |  |  | Nonni |  |  | Bisnonni                                                                 |  |  | Trisnonni                             |  |
|                                                      |                                                   |                                              |                                                   |  |  |       |  |  | Giovanni IV, IV principe di Anhalt-Zerbst e co-principe di Anhalt-Dessau |  |  | Ernesto, co-principe di Anhalt-Dessau |  |
|                                                      |                                                   |                                              |                                                   |  |  |       |  |  | Giovanni IV, IV principe di Anhalt-Zerbst e co-principe di Anhalt-Dessau |  |  | Ernesto, co-principe di Anhalt-Dessau |  |
|                                                      |                                                   | Margherita di Münsterberg-Oels               |                                                   |  |  |       |  |  | Giovanni IV, IV principe di Anhalt-Zerbst e co-principe di Anhalt-Dessau |  |  |                                       |  |
| Gioacchino Ernesto, I principe di Anhalt             |                                                   |                                              |                                                   |  |  |       |  |  | Giovanni IV, IV principe di Anhalt-Zerbst e co-principe di Anhalt-Dessau |  |  |                                       |  |
|                                                      |                                                   | Margherita di Brandeburgo                    | Gioacchino I, XI principe elettore di Brandeburgo |  |  |       |  |  |                                                                          |  |  |                                       |  |
|                                                      |                                                   | Margherita di Brandeburgo                    | Gioacchino I, XI principe elettore di Brandeburgo |  |  |       |  |  |                                                                          |  |  |                                       |  |
|                                                      |                                                   | Margherita di Brandeburgo                    | Elisabetta di Danimarca                           |  |  |       |  |  |                                                                          |  |  |                                       |  |
| Giovanni Giorgio I, I principe di Anhalt-Dessau      |                                                   | Margherita di Brandeburgo                    |                                                   |  |  |       |  |  |                                                                          |  |  |                                       |  |
|                                                      |                                                   | Volfango I, IX conte di Barby-Mühlingen      | Burcardo VII, VII conte di Barby-Mühlingen        |  |  |       |  |  |                                                                          |  |  |                                       |  |
|                                                      |                                                   | Volfango I, IX conte di Barby-Mühlingen      | Burcardo VII, VII conte di Barby-Mühlingen        |  |  |       |  |  |                                                                          |  |  |                                       |  |
|                                                      |                                                   | Volfango I, IX conte di Barby-Mühlingen      | Maddalena di Meclemburgo-Stargard                 |  |  |       |  |  |                                                                          |  |  |                                       |  |
| Agnese di Barby-Mühlingen                            |                                                   | Volfango I, IX conte di Barby-Mühlingen      |                                                   |  |  |       |  |  |                                                                          |  |  |                                       |  |
|                                                      |                                                   | Agnese di Mansfeld                           | Gebardo VII di Mansfeld                           |  |  |       |  |  |                                                                          |  |  |                                       |  |
|                                                      |                                                   | Agnese di Mansfeld                           | Gebardo VII di Mansfeld                           |  |  |       |  |  |                                                                          |  |  |                                       |  |
|                                                      |                                                   | Agnese di Mansfeld                           | Margherita di Gleichen                            |  |  |       |  |  |                                                                          |  |  |                                       |  |
| Giovanni Casimiro, II principe di Anhalt-Dessau      |                                                   | Agnese di Mansfeld                           |                                                   |  |  |       |  |  |                                                                          |  |  |                                       |  |
|                                                      | Federico III, XI principe elettore del Palatinato | Giovanni II, IV conte del Palatinato-Simmern |                                                   |  |  |       |  |  |                                                                          |  |  |                                       |  |
|                                                      | Federico III, XI principe elettore del Palatinato | Giovanni II, IV conte del Palatinato-Simmern |                                                   |  |  |       |  |  |                                                                          |  |  |                                       |  |
|                                                      | Federico III, XI principe elettore del Palatinato | Beatrice di Baden                            |                                                   |  |  |       |  |  |                                                                          |  |  |                                       |  |
| Giovanni Casimiro, I principe del Palatinato-Lautern | Federico III, XI principe elettore del Palatinato |                                              |                                                   |  |  |       |  |  |                                                                          |  |  |                                       |  |
|                                                      |                                                   | Maria di Brandeburgo-Kulmbach                | Casimiro, VIII margravio di Brandeburgo-Bayreuth  |  |  |       |  |  |                                                                          |  |  |                                       |  |
|                                                      |                                                   | Maria di Brandeburgo-Kulmbach                | Casimiro, VIII margravio di Brandeburgo-Bayreuth  |  |  |       |  |  |                                                                          |  |  |                                       |  |
|                                                      |                                                   | Maria di Brandeburgo-Kulmbach                | Susanna di Baviera                                |  |  |       |  |  |                                                                          |  |  |                                       |  |
| Dorotea del Palatinato-Simmern                       |                                                   | Maria di Brandeburgo-Kulmbach                |                                                   |  |  |       |  |  |                                                                          |  |  |                                       |  |
|                                                      |                                                   | Augusto, XIII principe elettore di Sassonia  | Enrico IV, X duca di Sassonia                     |  |  |       |  |  |                                                                          |  |  |                                       |  |
|                                                      |                                                   | Augusto, XIII principe elettore di Sassonia  | Enrico IV, X duca di Sassonia                     |  |  |       |  |  |                                                                          |  |  |                                       |  |
|                                                      |                                                   | Augusto, XIII principe elettore di Sassonia  | Caterina di Meclemburgo-Schwerin                  |  |  |       |  |  |                                                                          |  |  |                                       |  |
| Elisabetta di Sassonia                               |                                                   | Augusto, XIII principe elettore di Sassonia  |                                                   |  |  |       |  |  |                                                                          |  |  |                                       |  |
|                                                      |                                                   | Anna di Danimarca                            | Cristiano III, re di Danimarca                    |  |  |       |  |  |                                                                          |  |  |                                       |  |
|                                                      |                                                   | Anna di Danimarca                            | Cristiano III, re di Danimarca                    |  |  |       |  |  |                                                                          |  |  |                                       |  |
|                                                      |                                                   | Anna di Danimarca                            | Dorotea di Sassonia-Lauenburg                     |  |  |       |  |  |                                                                          |  |  |                                       |  |
|                                                      |                                                   | Anna di Danimarca                            |                                                   |  |  |       |  |  |                                                                          |  |  |                                       |  |